# Pseudocyphellaria glaucescens
Pseudocyphellaria glaucescens är en lavart som först beskrevs av August von Krempelhuber och som fick sitt nu gällande namn av Imshaug. 
Pseudocyphellaria glaucescens ingår i släktet Pseudocyphellaria och familjen Lobariaceae. Inga underarter finns listade i Catalogue of Life.